# Lissingen (Gerolstein)
Lissingen ist – nach der Kernstadt selbst – der größte Stadtteil sowie ein Ortsbezirk der Stadt Gerolstein in der gleichnamigen Verbandsgemeinde im Landkreis Vulkaneifel von Rheinland-Pfalz.

## Geographie
Der Stadtteil Lissingen liegt an der Kyll. Durch den Ort fließen Oosbach und Dreisbach und münden hier in den Fluss. Am ehemaligen Alten Lissinger Weg ist dieser Stadtteil schon seit langem mit der Kernstadt Gerolstein zusammengewachsen, der im Gerolsteiner Wald entspringende Rasbach bildet hier die Gemarkungsgrenze.
Zum Ortsbezirk Lissingen gehören auch die Wohnplätze Denkelseifen, Eifel-Kaserne und Hof Schwammert.
Nachbarorte sind neben der Kernstadt Gerolstein im Osten noch die Stadtteile Büscheich im Südosten, Hinterhausen im Westen und Müllenborn im Nordwesten, sowie die Ortsgemeinde Birresborn im Süden.

## Geschichte
Verschiedene Funde lassen auf eine Besiedlung der Gegend bereits in römischer Zeit schließen. Der Ort Lissingen selbst wird erstmals 1103 erwähnt. Der Trierer Erzbischof Albero schenkte das Gehöft 1132 der Abtei Prüm.
Im Jahr 1212 wird erstmals die Burg Lissingen erwähnt, eine direkt an der Kyll gelegene Wasserburg. Nach verschiedenen anderen Adeligen kam 1507 durch Eheschließung das Geschlecht der Zandt von Merl auf die Burg und erhielt sie von der Abtei Prüm zum Lehen. Sie sollte hier für die nächsten Jahrhunderte ansässig sein. Die Burganlage wurde nachfolgend 1559 in eine Unter- und Oberburg geteilt, die teils verschiedene Besitzer hatten und heute wieder haben.
Mit der Eingliederung der Abtei Prüm in seinem Herrschaftsbereich wurde das Kurfürstentum Trier 1576 auch neuer Lehnsherr von Lissingen.
Nach der Inbesitznahme des Linken Rheinufers durch französische Revolutionstruppen gehörte der Ort von 1798 bis 1814 zum Saardepartement. Nach der Niederlage Napoleons kam Lissingen 1815 aufgrund der auf dem Wiener Kongress getroffenen Vereinbarungen zum Königreich Preußen. Das Dorf wurde der Bürgermeisterei Gerolstein im Kreis Daun zugeordnet, der 1822 Teil der neu gebildeten Rheinprovinz wurde.
Nach dem Ersten Weltkrieg gehörte das gesamte Gebiet zum französischen Teil der Alliierten Rheinlandbesetzung. Nach dem Zweiten Weltkrieg wurde Lissingen innerhalb der französischen Besatzungszone Teil des damals neu gebildeten Landes Rheinland-Pfalz.
Am 7. Juni 1969 wurde die bis dahin eigenständige Ortsgemeinde Lissingen mit zu diesem Zeitpunkt 730 Einwohnern nach Gerolstein eingemeindet.

## Politik

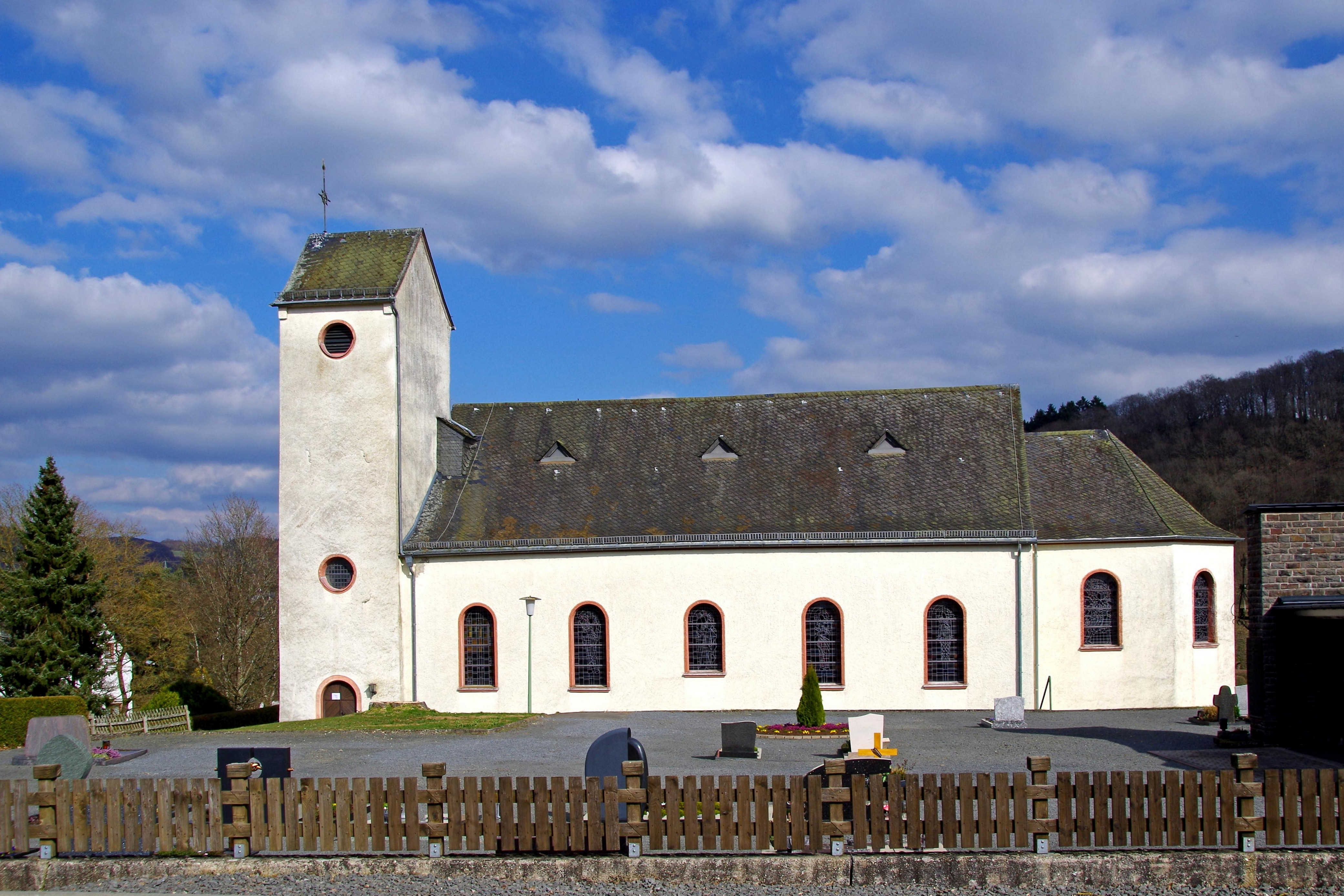
Katholische Filialkirche St. Margareta (2020)

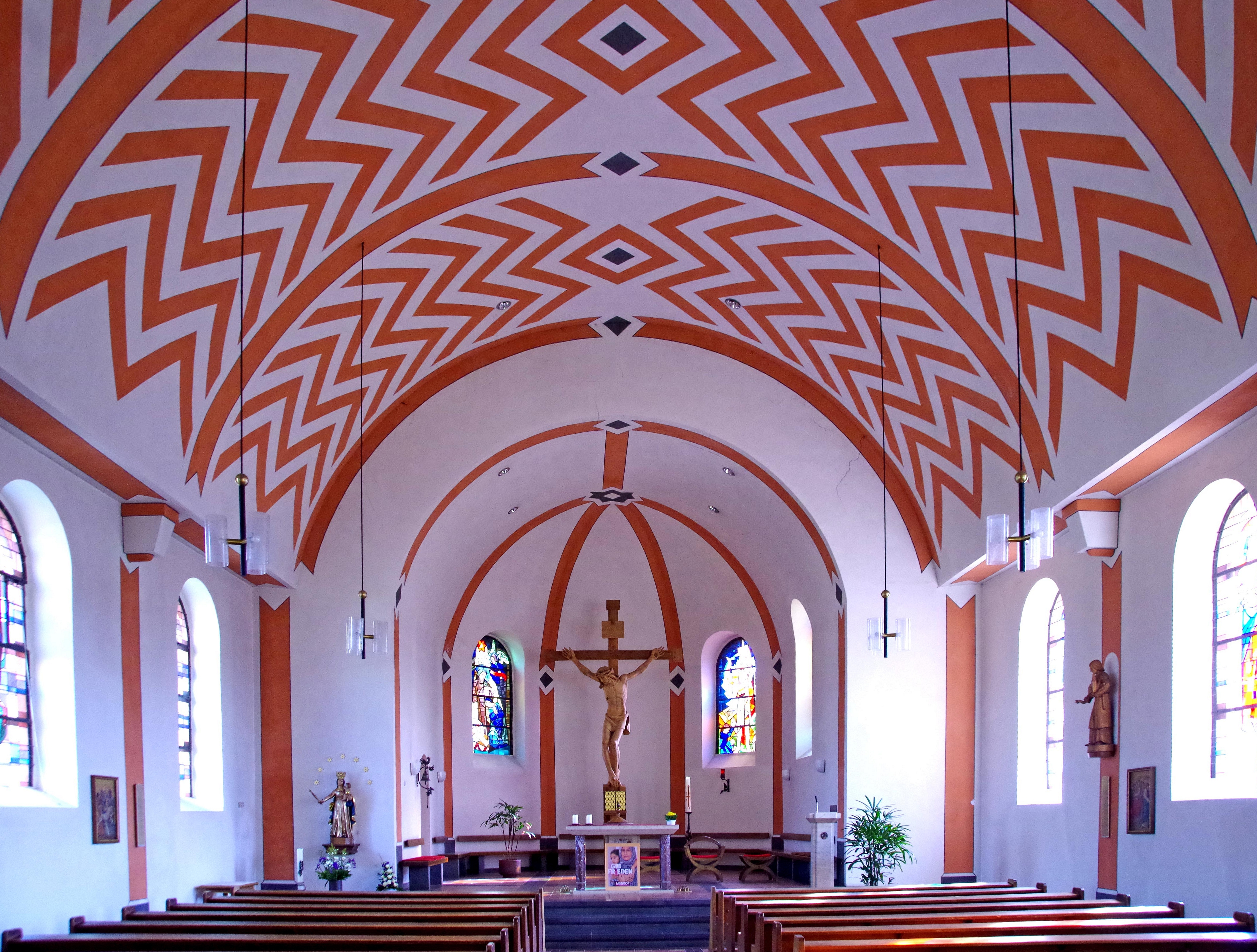
St. Margareta, Innenraum (2020)

Lissingen ist gemäß Hauptsatzung einer von neun Ortsbezirken der Stadt Gerolstein. Er umfasst das Gebiet der ehemaligen Gemeinde mit Ausnahme der Flächen, die östlich der Kyll liegen. Der Ortsbezirk wird politisch von einem Ortsbeirat und einem Ortsvorsteher vertreten.
Der Ortsbeirat besteht aus drei Mitgliedern, die bei der Kommunalwahl am 9. Juni 2024 in einer Mehrheitswahl gewählt wurden, und dem ehrenamtlichen Ortsvorsteher als Vorsitzendem.
Torsten Werner wurde am 1. Oktober 2021 Ortsvorsteher von Lissingen. Bei der Direktwahl am 26. September 2021 war er mit einem Stimmenanteil von 91,13 % gewählt worden. Da weder für die Direktwahl am 9. Juni 2024 ein Wahlvorschlag eingereicht wurde, noch auf der konstituierenden Sitzung am 7. August eine Wahl durch den Ortsbeirat erfolgte, ist die Neuwahl des Ortsvorstehers auf der Folgesitzung am 17. September 2024 erneut auf der Tagesordnung des Gremiums.
Werners Vorgänger als Ortsvorsteher war seit dem 6. August 2019 Karl-Heinz Elsen. Da bei der Direktwahl am 26. Mai 2019 kein Wahlvorschlag eingereicht wurde, erfolgte seine Wahl durch den Ortsbeirat, der sich einstimmig für Elsen entschied.  Im Mai 2021 kündigte Elsen an, aus Altersgründen mit Ablauf des 30. September 2021 sein Amt niederzulegen. Elsens Vorgänger Peter Leuwer hatte das Amt seit 2012 ausgeübt.

## Kultur und Sehenswürdigkeiten
In der Denkmalliste des Landes Rheinland-Pfalz (Stand: 2021) werden folgende Kulturdenkmäler genannt:
- Burg Lissingen, mittelalterlicher Bau an der Kyll, im 14. bis 17. Jahrhundert stetig erweitert; Park mit Gartenhäuschen von 1793. Diese Parkanlage in der Oberburg wurde nach alten Postkarten und Stichen wieder in ihren früheren Zustand rückgebaut. Im Burggarten steht eine Eibe, welche ca. 600–700 Jahre alt ist.
- Katholische Filialkirche St. Margaretha, fünfachsiger Saalbau (bezeichnet 1932)

## Wirtschaft und Infrastruktur
Die Bundesstraße 410 und die Kreisstraße 32 schaffen eine Verbindung nach Gerolstein. Im weiteren Verlauf nach Westen führt die B 410 nach Büdesheim und weiter Richtung Prüm. Die ebenfalls durch den Ort verlaufende Landesstraße 24 bindet in nordwestlicher Richtung Müllenborn, und in südliche Birresborn an.
Parallel zur Kyll verläuft der Kyll-Radweg.
Seit Dezember 2020 wird Lissingen im Stundentakt durch die Buslinien 460 (Gerolstein – Prüm – Arzfeld – Clerf) und 465 (Gerolstein – Prüm – Bleialf – St. Vith) an den ÖPNV angeschlossen. Montags bis samstags fahren alle 60 Minuten, sonn- und feiertags alle 120 Minuten Busse in die Kernstadt Gerolsteins.